# Міхал Вепржек
Міхал Вепржек (чеськ. Michal Vepřek, нар. 17 червня 1985) — чеський футболіст, що грав на позиції захисника. Найбільш відомий за виступами в складі клубу «Сігма» (Оломоуць), у складі якого став володарем Кубка Чехії та Суперкубка Чехії.

## Клубна кар'єра
У професійному футболі Міхал Вепржек дебютував 2004 року виступами за команду «Сігма» (Оломоуць), з якої його в цьому ж році відправили в річну оренду до клубу «Ліпова». У 2005 році футболіст повернувся до «Сігми», проте за 2 роки клуб віддав Вепржека в оренду до клубу «Височина», з якої футболіст повернувся в 2009 році. У 2010 році захисника знову віддали в короткострокову оренду, цього разу до клубу «Вікторія» (Жижков). Після повернення з оренди в цьому ж 2010 році Вепржек став гравцем основного складу «Сігми», та в 2012 році став у її складі володарем Кубка Чехії та Суперкубка Чехії. У 2014 році Вепржек знову перебував у короткостроковій оренді в клубі «Височина», після чого повернувся до «Сігми», де залишався основним гравцем захисту аж до закінчення виступів на футбольних полях у 2023 році.

## Виступи за збірні
У 2002 року Міхал Вепржек дебютував у складі юнацької збірної Чехії, загалом на юнацькому рівні взяв участь у 2 іграх.
У 2006 році Вепржек провів один матч у складі молодіжної збірної Чехії, після чого до збірної не залучався.

## Титули і досягнення
- Володар Кубка Чехії (1):

«Сігма» (Оломоуць): 2011–2012
- Володар Суперкубка Чехії (1):

«Сігма» (Оломоуць): 2012